# Saunders-Roe SR.177
Saunders-Roe SR.177 — проєкт літака з комбінованим ракетно-реактивним двигуном. Проєкт був створений на початку 50-х як розвиток ідей Me.163 Komet, та на основі вже існуючої моделі SR.53, яка мала недоліки в озброєні та швидкості використання пального. SR.177 планувався як всепогодний перехоплювач радянських висотних бомбардувальників, які могли завдати удару по країнам НАТО. Планувалося прийняття його на озброєння країнами НАТО (головним чином ФРН та Велика Британія), як загальний всепогодний перехоплювач. Незважаючи на революційність літака, та його відмінні льотні характеристики, літак мав суттєві недоліки, а саме був занадто дорогим та складним у виробництві, тому літак так і не був прийнятий на озброєння, і був замінений простішим та дешевим американським F-104 компанії Lockheed.